# 学校法人太田アカデミー
学校法人太田アカデミー（がっこうほうじんおおたアカデミー）とは、群馬県太田市を中心に専修学校などを運営している。

## 沿革
- 1992年 - 足利コンピュータアンドデザイン専門学校のコンピュータ・ビジネス関連学科が分離独立、太田情報商科専門学校を開校。学校法人太田アカデミー設置認可。
- 2002年 - 太田医療技術専門学校を開校。
- 2005年 - 太田自動車整備専門学校を開校。
- 2016年 - 足利製菓福祉専門学校の介護福祉学科を太田医療技術専門学校が譲受。

## 設置校
- 太田情報商科専門学校
- 太田医療技術専門学校
- 太田自動車大学校